# Смирнов, Кирилл Валерьевич
Кири́лл Вале́рьевич Смирно́в (род. 23 мая 1994, Воскресенск) — российский хоккеист, нападающий. Игрок ангарского «Ермака», выступающего в НМХЛ. С 2023 года выступает в Рязани-ВДВ из ВХЛ

## Карьера
Воспитанник воскресенского хоккея. В составе «Химика» прошёл все этапы становления, вплоть до попадания в основную команду, в составе которой он дебютировал на уровне МХЛ в сезоне 2011/2012. Принимал участие в Кубке вызова МХЛ — 2014, в составе сборной «Запада». Всего в Молодёжной хоккейной лиге провёл 210 матчей, в которых забросил 41 шайбу и отдал 48 результативных передач, включая игры плей-офф. В 2015 году «Химик» вернулся в состав ВХЛ и стал аффилированным клубом московского «Спартака», таким образом, большинство хоккеистов из Воскресенска, в числе которых был и Кирилл Смирнов, переподписали контракты и получили возможность выступать в КХЛ.
В сезоне 2016/2017 был вызван в основную команду «Спартака» на домашнюю игру против рижского «Динамо», которая состоялась 27 августа, и дебютировал в КХЛ.